# Mordella alboscutellaris
Mordella alboscutellaris es una especie de coleóptero de la familia Mordellidae.

## Distribución geográfica
Habita en Madagascar.